# Jameson Thomas
Jameson Thomas (24 de marzo de 1888-10 de enero de 1939) fue un actor teatral y cinematográfico británico, a lo largo de cuya carrera, entre 1923 y 1939, rodó un total de 82 producciones.

## Biografía
Nacido en Londres, Inglaterra, su verdadero nombre era Thomas Roland Jameson. Actor teatral desde su adolescencia, Jameson formó parte del reparto de la obra The squaw man. Debutó en el cine a los treinta y cinco años de edad, en 1923, con el film Chu Chin Chow. Rápidamente pudo hacer primeros papeles, como en el film The Farmer's Wife, dirigido por Alfred Hitchcock en 1928.
En 1929 encarnó en Piccadilly a Valentine Wilmot, actuando junto a Anna May Wong. En la época, Piccadilly no tuvo una buena recepción, pero con el tiempo ha sido reconocida como un logrado melodrama y como una de las mejores películas británicas de la época del cine mudo.
Thomas se mudó a Hollywood, insatisfecho con la industria británica cinematográfica y por ser además una zona de clima más favorable para su esposa, Dorothy Dix, que sufría una tuberculosis. Allí actuó en el teatro junto a Bebe Daniels en The Last of Mrs. Cheyney. Siguió como actor cinematográfico, encarnando a personajes de reparto en diferentes filmes, muchos de ellos de serie B, hasta el momento de su muerte. Entre sus papeles para el cine se recuerda el de "King" Westley en la cinta de Claudette Colbert dirigida por Frank Capra It Happened One Night. 
Jameson Thomas falleció en Sierra Madre, California, en 1939, a causa de una tuberculosis. Fue enterrado en el Cementerio Hollywood Forever, en Hollywood.

## Filmografía
- 1923 : Chu Chin Chow, de Herbert Wilcox
- 1924 : The Sins Ye Do, de Fred LeRoy Granville
- 1924 : The Cavern Spider, de Thomas Bentley
- 1924 : Decameron Nights, de Herbert Wilcox
- 1924 : Chester Forgets Himself, de Andrew P. Wilson
- 1924 : The Drum, de Sinclair Hill
- 1925 : The Gold Cure, de William Philip Kellino
- 1925 : The Apache, de Adelqui Migliar
- 1925 : A Daughter of Love, de Walter West
- 1925 : Afraid of Love, de Reginald West
- 1926 : Jungle Woman, de Frank Hurley
- 1926 : The Brotherhood, de Walter West
- 1926 : The Hound of the Deep, de Frank Hurley
- 1927 : The Antidote, de Thomas Bentley
- 1927 : Roses of Picardy, de Maurice Elvey
- 1927 : Poppies of Flanders, de Arthur Maude
- 1927 : Blighty, de Adrian Brunel
- 1928 : The White Sheik, de Harley Knoles
- 1928 : Weekend Wives, de Harry Lachman
- 1928 : Tesha, de Edwin Greenwood y Victor Saville
- 1928 : The Rising Generation, de George Dewhurst y Harley Knoles
- 1928 : The Farmer's Wife, de Alfred Hitchcock
- 1929 : The Feather, de Leslie S. Hiscott
- 1929 : Piccadilly, de Ewald André Dupont
- 1929 : Power Over Men, de George J. Banfield
- 1929 : The Hate Ship, de Norman Walker
- 1929 : Die Lieber Der Brüder Rott, de Erich Waschneck
- 1929 : High Treason, de Maurice Elvey
- 1930 : Night Birds, de Richard Eichberg
- 1930 : Extravagance, de Phil Rosen
- 1930 : Elstree Calling, de André Charlot, Jack Hulbert, Paul Murray y Alfred Hitchcock
- 1931 : Changes, de Allan Dwan
- 1931 : The Devil Plays, de Richard Thorpe
- 1931 : Lover Come Back, de Erle C. Kenton
- 1931 : Convicted, de Christy Cabanne
- 1931 : Three Wise Girls, de William Beaudine
- 1931 : Night Life in Reno, de Raymond Cannon
- 1932 : The Phantom President, de Norman Taurog
- 1932 : No More Orchids, de Walter Lang
- 1932 : Escapade, de Richard Thorpe
- 1932 : The Trial of Vivienne Ware, de William K. Howard
- 1933 : The Secret of Madame Blanche, de Charles Brabin
- 1933 : The Solitaire Man, de Jack Conway
- 1933 : Self Defense, de Phil Rosen
- 1933 : El hombre invisible, de James Whale
- 1933 : Brief Moment, de David Burton
- 1934 : Bombay Mail, de Edwin L. Marin
- 1934 : Beggars in Ermine, de Phil Rosen
- 1934 : Stolen Sweets, de Richard Thorpe
- 1934 : Call it Luck, de James Tinling
- 1934 : Jane Eyre, de Christy Cabanne
- 1934 : The Moonstone, de Reginald Barker
- 1934 : The World Accuses, de Charles Lamont
- 1934 : The Scarlet Empress, de Josef von Sternberg
- 1934 : A Lost Lady, de Alfred E. Green y Phil Rosen
- 1934 : The Curtain Falls, de Charles Lamont
- 1934 : A Successful Failure, de Arthur Lubin
- 1934 : A Woman's Man, de Edward Ludwig
- 1934 : Sing Sing Nights, de Lewis D. Collins
- 1934 : Now and Forever, de Henry Hathaway
- 1934 : It Happened One Night, de Frank Capra
- 1934 : The Man Who Reclaimed His Head, de Edward Ludwig
- 1935 : The Lives of a Bengal Lancer, de Henry Hathaway
- 1935 : Rumba, de Marion Gering
- 1935 : Mister Dynamite, de Alan Crosland
- 1935 : The Last Outpost, de Charles Barton y Louis J. Gasnier
- 1935 : Charlie Chan in Egypt, de Louis King
- 1935 : The Lady in Scarlet, de Charles Lamont
- 1935 : Coronado, de Norman Z. McLeod
- 1936 : El secreto de vivir, de Frank Capra
- 1936 : Lady Luck, de Charles Lamont
- 1936 : The House of Secrets, de Roland D. Reed
- 1937 : Girl Loves Boy, de W. Duncan Mansfield
- 1937 : The League of Frightened Men, de Alfred E. Green
- 1937 : Parnell, de John M. Stahl
- 1937 : Souls at Sea, de Henry Hathaway
- 1937 : The Man Who Cried Wolf, de Lewis R. Foster
- 1937 : One Hundred Men and a Girl, de Henry Koster
- 1939 : Death Goes North, de Frank McDonald